# ROCK Entertainment
ROCK Entertainment為一東南亞地區英語綜合娛樂電視頻道，由Rock Entertainment Holdings所有。 電視頻道於2013年9月開始發送，並以高畫質播出。臺灣地區於2018年1月9日下架頻道，其後經NCC再次批准。
8月25日Blue Ant Entertainment官方宣布Blue Ant Entertainment将更名为‏ROCK Entertainment。

## 综艺节目
以下譯名以香港為主
- 蒙面歌王
- 全美一叮（臺灣：美國達人秀）
- 占士登場（臺灣：詹姆斯柯登深夜秀）
- 塞斯梅耶斯深夜秀（臺灣：賽斯梅爾深夜秀）
- 荷伯報到
- 吉米法倫今夜秀（臺灣：吉米A咖秀）
- X音素英國版

## 影集
以下譯名以香港為主
- 超級製作人
- 這不是生物課（英语：A.P. Bio）
- 殊途同歸（臺灣：被告人）
- 婚外情事[a]
- 守護顛使（英语：Angel from Hell）
- 美女與野獸
- 律政狂牛
- 聖女魔咒
- 聖女魔咒（2018年版）
- 芝加哥醫情
- 鬼娃恰吉（英语：Chucky (TV series)）（臺灣：恰吉）
- 金魔（英语：Devils (TV series)）（臺灣：金權魔影）
- 福爾摩斯新傳
- 大家都愛雷蒙
- 傳世
- FBI（臺灣：聯邦調查局FBI）
- 第一夫人（英语：The First Lady (American TV series)）
- 妳是我今生的新娘（英语：Four Weddings and a Funeral (miniseries)）
- 歡樂一家親
- 最後一戰
- 紙牌屋
- 生死之間／妙「靈」幹探（英语：The InBetween）
- 中之王
- 法網遊龍：特案組
- 逆天潛能（台灣：藥命效應）
- 國務卿女士
- 新夏威夷神探（英语：Magnum P.I. (2018 TV series)）（臺灣：新夏威夷之虎）
- 一家之主
- 嫁給我吧（英语：Marry Me (U.S. TV series)）
- 米勒一家人（英语：The Millers）
- 用巫之地：塞勒姆堡（英语：Motherland: Fort Salem）（臺灣：女巫前線：塞勒姆要塞）
- NCIS（臺灣：重返犯罪現場）
- 愛得及時（英语：No Tomorrow (TV series)）
- 數字特工
- 同居老友（英语：The Odd Couple (2015 TV series)）
- 撲克臉
- 法網危情（英语：Reckless (TV series)）
- 妙醫世家（英语：Remedy (TV series)）
- 約會規則
- 蠍子／天蠍特勤組[a]
- 實習醫生成長記
- 海妖（英语：Siren (TV series)）（臺灣：詭魅海妖）
- 星戀
- 星空奇遇記：發現號（臺灣：星際爭霸戰：發現號）
- 海岸雄風（英语：The Strip (Australian TV series)）
- 流氓律師（臺灣：無照律師）
- 凶宅房仲（英语：SurrealEstate）
- 黑色童話（英语：Tell Me a Story (TV series)）
- 天幕圍城
- 愛屋要及烏？／你家還是我家

## 相關
- ROCK Extreme
- Blue Ant Media（英语：Blue Ant Media）

## 備註
1. 1 2  僅第1－3季

## 外部連結
- ROCK Entertainment - 頻道 - myTV SUPER（页面存档备份，存于）
- ROCK Entertainment - 頻道 - MOD（页面存档备份，存于）
- ROCK Entertainment - 頻道 - 澳門有線電視 （页面存档备份，存于）